# Zona de fractura de Owen

Zona de Fractura de Owen

La Zona de Fractura de Owen (ZFO), aunque mal llamada zona de fractura, es una falla transformante en el noroeste del Océano Índico que separa las placas árabiga y africana de la placa índica. Se extiende de norte a noreste, desde la unión de la dorsal de Carlsberg con la de Sheba, en el sur, hasta la zona de subducción de Makran, en el norte, y representa el lado de babor del movimiento hacia el norte del subcontinente indio durante la ruptura de Gondwana a finales del Cretácico-Paleógeno. El deslizamiento a lo largo de la Zona de Fractura de Owen se produce a 2 mm/año, el ritmo más lento de la Tierra, lo que significa que la placa de Arabia se mueve hacia el norte más rápidamente que la placa de la India (4 frente a 2 mm/año).
En algunos usos, el nombre de Falla de Transformación de Owen se utiliza para denotar la corta sección entre el final de la cresta de Aden-Sheba y la cresta de Carlsberg. Además, esta zona se ha llamado la triple unión Aden-Owen-Carlsberg, aunque la dorsal de Carlsberg está desplazada 330 km desde el punto en que la zona de fractura/falla de Owen se cruza con el segmento de Sheba de la dorsal de Aden.
La Zona de Fractura de Owen debe su nombre al HMS Owen, que identificó la "línea de fractura" en abril/mayo de 1963. La Zona de Fractura de Owen y la Fosa de Dalrymple al norte de la misma (llamada así porque el HMS Dalrymple inspeccionó la zona junto con el HMS Owen) forman el límite moderno entre las placas arábiga e india.

## Batimetría y oceanografía
Con una longitud de 800 km, la Zona de Fractura de Owen se extiende a lo largo de la Dorsal de Owen, que se divide en dos. La Dorsal de Owen Meridional, de 300 km y 50 km de ancho, es una estructura casi lineal que desciende abruptamente 2000 m en su lado oriental. Las capas superiores de la Dorsal Sur están formadas por las turbiditas del Oligoceno y el Mioceno temprano del Abanico del Río Indo y la cubierta posterior. En cambio, la dorsal central de Owen, de 220 km de largo y 50 km de ancho, es más accidentada y alcanza una altura máxima de 1700 m. El monte submarino de Qalhat y la cresta de Murray se encuentran en el extremo norte de la zona de fractura de Owen.
El intercambio de aguas profundas de la cuenca somalí a la cuenca árabe a través de la ZFO se ha estimado en 2 Sv. En la cuenca de Arabia, la corriente se divide en una rama norte y otra sur que fluyen ambas en paralelo a la dorsal de Carlsberg.

## Placas tectónicas
La extensión del fondo marino en la dorsal de Sheba comenzó hace unos 20 años. La subducción en la Fosa de Makran se inició en el Cretácico Superior y la cuña de acreción se desarrolló entre 7.2 y 11.6 Ma. Las líneas sísmicas de las perforaciones realizadas en los años setenta y ochenta bajo ambas dorsales revelaron una estructura que ahora se conoce como la Dorsal Proto-Owen, de 50 a 55 Ma de antigüedad, que fue levantada y rejuvenecida durante el Mioceno temprano. Según una reconstrucción, antes del inicio de la dorsal de Carlsberg, el límite arábigo-indio se situaba frente a Omán entre 90 y 60 Ma, mientras que la cuenca de Mascarene se abría entre Madagascar y las Seychelles. En el Mioceno temprano (c. 20 Ma), el límite saltó a su ubicación actual, lo que elevó la Dorsal de Owen. Los desplazamientos de 10 a 12 km a lo largo de la ZFO indican un movimiento de deslizamiento de huelga dextral de 3 a 6 Ma de antigüedad, pero este movimiento puede extenderse hasta los 20 Ma basándose en reconstrucciones de anomalías magnéticas. Esto coincide con una reorganización general de las placas continentales en el Océano Índico en respuesta a la colisión Arabia-Eurasia.